# Roman Kreuziger
Roman Kreuziger (født 6. maj 1986) er en tidligere tjekkisk landevejscykelrytter.
Han blev professionel på Liquigas i 2006 efter en succesfuld amatørkarriere hvor han blev juniorverdensmester i 2004 og vandt Giro delle Regioni i 2005. 2006 blev et omstillingsår for den unge rytter, men i 2007 viste han imponerende fremskridt. Han gjorde sig for alvor bemærket efter andenpladsen på prologen i Paris-Nice, og fik sin første professionelle sejr på den første etape af Settimana Ciclista Lombarda.

## Udvalgte resultater
- 2008 - Nummer 2 efter Andreas Klöden i Romandiet Rundt
- 2008 - Vinder af Schweiz Rundt som den yngste i historien.
- 2009 - Vinder af Romandiet Rundt efter at have taget sejren på løbets bjergetape.
- 2012 - Vinder af 19. etape i Giro d'Italia 2012
- 2013 - Vinder af Amstel Gold Race